# Motyl (szybowiec)
Motyl – polski szybowiec amatorski zbudowany w dwudziestoleciu międzywojennym.

## Historia
Koło Lotnicze Szkoły Budowy Maszyn w poznańskiej firmie „Korona” zleciło inżynierowi Michałowi Bohatyrewowi skonstruowanie szybowca przeznaczonego do udziału w II Wszechpolskim Konkursie Szybowcowym. Szybowiec został zgłoszony do udziału w konkursie i otrzymał numer konkursowy 20. Miał go pilotować H. Gorzke.
Szybowiec został przetransportowany na miejsce zawodów w Oksywiu. Komisja techniczna nie dopuściła go do udziału w lotach z uwagi na niewykończenie konstrukcji. Dalsze jego losy nie są znane.

## Konstrukcja
Jednomiejscowy szybowiec w układzie górnopłata.
Kadłub podłużnicowy o przekroju prostokątnym. Kabina pilota otwarta
Płat jednodźwigarowy o obrysie prostokątnym, kryty w całości sklejką. Podparty zastrzałami, usztywniony naciągami z drutu mocowanymi do piramidki na grzbiecie kadłuba.
Usterzenie klasyczne w układzie dolnokrzyżowym. Statecznik poziomy dwudzielny.
Podwozie główne złożone z dwóch równoległych płóz oraz płozy ogonowej.